# Списак људи
Овде је списак људи о којима постоје чланци на српској Википедији. 
Списак је раздвојен на више делова, главна и основна подела је на имена и презимена по азбучном реду. У сваком списку под једним словом азбуке се у две колоне пописују биографски чланци који постоје на овој Википедије, са леве стране, у првој колони иде списак људи чије име почиње под тим словом, а са десне стране, у другој колони, иде списак људи чије презиме почиње тим словом. Уколико особа нема презиме, као на пример Аристотел, онда је сортирана само према имену и то само у левој колони.
Пре него што почнете да пишете нечију биографију, погледајте прво овај списак да видите да ли та страница можда већ постоји. Да би списак био увек ажуран пожељно је да у њега додате све оне биографије које сте ви написали, или оне за које приметите да нису у списку.
А | Б |
В | Г |
Д | Ђ |
Е | Ж |
З | И |
Ј | К |
Л | Љ |
М | Н |
Њ | О |
П | Р |
С | Т |
Ћ | У |
Ф | Х |
Ц | Ч |
Џ | Ш

## Остали спискови
- Списак сликара (подела такође по азбуци)
- Списак математичара
- Списак лингвиста
- Списак богумилских владара
- Списак географа
- Списак папа Римокатоличке цркве
- Списак познатијих аикидока
- Списак председника влада Југославије
- Списак римских царева
- Списак староегипатских владара
- Списак српских историчара
- Списак владара светитеља

## Спискови по националности
- Списак познатих Албанаца
- Списак познатих Срба